# Poney de l'Esperia
Le Poney de l'Esperia (italien : Pony di Esperia) est une race de poney italien, originaire de la province de Frosinone dans le Latium. Portant toujours une robe noire, il est employé pour l'enseignement et l'attelage. C'est une race rare, dont un peu plus d'un millier d'individus sont recensés en 2013. 

## Histoire
Ce petit cheval indigène italien, provenant des Monts dans la vallée Latine, a des origines très anciennes et a toujours vécu à l'état sauvage. Il porte le nom « d'Esperia » grâce au baron Ambrogio Roselli di Esperia qui l'élève et le sélectionne, en le répertoriant de manière précise et claire. Au XIXe siècle, les poneys locaux sont croisés avec le Turkoman. Quelques apports de sang arabe au début du XIXe siècle sont également présents. Il faut cependant attendre 1962 pour que la race soit officiellement reconnue, et près de trente années de plus pour qu'un registre de l'état civil soit créé auprès de l'Associazione Provinciale Allevatori di Frosinone.
En 1942, la population a été estimée à environ 125 sujets, et a été réduite à un peu plus de 50 poneys à la fin de la Seconde Guerre mondiale.

## Description
D'après CAB International, la taille moyenne va de 1,32 m à 1,42 m.
Le poney de l'Esperia a la tête conique, l'encolure musclée et un garot fort. Ses membres sont robustes et les articulations solides. Les sabots sont durs et bien formés.
Toutes ces caractéristiques le rendent capable de vivre avec des ressources fourragères extrêmement pauvres et de vivre en milieu particulièrement aride, en ignorant le manque d'eau pendant de longues périodes. Il est réputé être résistant aux maladies.
La robe est unie, toujours dans les tons noir,.
L'Association des Eleveurs de Poney de l'Esperia (Associazione Allevatori Pony di Esperia) est née en 2002, et a pour ligne de conduite d'innover et sélectionner les sujets les plus aptes à être montés par des enfants.

## Utilisations
Par le passé, il a été utilisé pour les transports légers et les petits travaux agricoles. Il est depuis dressé pour l'équitation classique et tout particulièrement pour l'enseignement. Ils montrent un caractère très disponible vis-à-vis de l'homme et des enfants. Ils participet à des compétitions de sports équestres sur poney.

## Diffusion de l'élevage
La base de données DAD-IS signale le  Pony dell'Esperia comme race rare, native de l'Italie. Elle est plus précisément propre aux montagnes de Lepini et d'Aurunci, dans la province de Frosinone, en Italie centrale,.
Dans les années 2010, le registre de l'état civil recense environ 800 poneys dont 30 étalons, 600 poulinières et 170 poulains entre 18 et 30 mois. En 2013, le relevé d'effectifs dans DAD-IS est de 1 126 sujets.